# Yves Giraud-Cabantous
Marius Aristide Yves Giraud-Cabantous (Saint-Gaudens, Francuska, 8. listopada, 1904. – Pariz, Francuska, 30. ožujka 1973.) je bivši francuski vozač automobilističkih utrka.
Giraud-Cabantous je počeo s utrkivanjem nešto poslije Prvog svjetskog rata, a u prvoj sezoni Formule 1 imao je već 45 godina. Od 1931. do 1956., s prekidima, nastupao je na utrci 24 sata Le Mansa. Najbolji plasman ostvario je 1938. kada je, zajedno s Gastonom Serraudom, osvojio drugo mjesto. Bio je česti sudionik i Bol d'or automobile utrke, gdje je i pobijedio 1930. Nastupa i na utrci 12 sati Pariza, no bez uspjeha, kao i na 12 sati Reimsa, gdje 1953. pobjeđuje zajedno s Louiseom Rosierom.
Nastup u Formuli 1 upisao je na prvoj utrci VN Velike Britanije 1950. na Silverstoneu, te osvojio 4. mjesto, što mu je najbolji plasman u karijeri Formule 1. Bodove je još osvojio na VN Belgije 1951.
Bogata automobilistička karijera Giraud-Cabantousa proteže se više od pola stoljeća, a utrkivao se gotovo cijeli život u raznim kategorijama i utrkama. Preminuo je u Parizu u dobi od 68. godina.

## Pobjede
| Godina | Datum        | Utrka                     | Bolid                     |
| ------ | ------------ | ------------------------- | ------------------------- |
| 1929.  | 29. rujna    | Course de côte de Gaillon | Salmson 1,1 l 8 cylindres |
| 1930.  | 9. lipnja    | Bol d'Or                  | Caban Spécial             |
| 1947.  | 13. travnja  | San Remo SportsCars       | Delahaye 135CS            |
| 1947.  | 25. svibnja  | GP des Frontières         | Delahaye 135CS            |
| 1947.  | 16. studenog | Coupe du Salon            | Talbot-Lago T26 MD        |
| 1948.  | 30. svibnja  | Grand Prix de Paris       | Talbot-Lago T150C MD      |
| 1953.  | 5. srpnja    | 12 sati Reimsa            | Talbot-Lago T26GS1        |

- ^  Bolid djeli s Louiseom Rosierom.

## Rezultati u Formuli 1
| Sezona | Momčad                     | Šasija              | Motor     | Utrke | Pobjede | Podiji | Bodovi | Plasman |
| ------ | -------------------------- | ------------------- | --------- | ----- | ------- | ------ | ------ | ------- |
| 1950.  | Automobiles Talbot-Darracq | Talbot-Lago T26C-DA | Talbot L6 | 5     | 0       | 0      | 3      | 14.     |
| 1951.  | Yves Giraud Cabantous      | Talbot-Lago T26C    | Talbot L6 | 6     | 0       | 0      | 2      | 18.     |
| 1952.  | HW Motors                  | HWM 52              | Alta L4   | 1     | 0       | 0      | 0      | -       |
| 1953.  | HW Motors                  | HWM 53              | Alta L4   | 2     | 0       | 0      | 0      | -       |

## Vanjske poveznice
- Yves Giraud-Cabantous F1 statistika na statsf1.com
- Yves Giraud-Cabantous na racingsportscars.com